# Deutonura
Genre
Deutonura est un genre de collemboles de la famille des Neanuridae.

## Distribution
Les espèces de ce genre se rencontrent en zone holarctique.

## Liste des espèces
Selon Checklist of the Collembola of the World (version du 11 octobre 2019) :
- Deutonura abietis (Yosii, 1969)
- Deutonura albella (Stach, 1921)
- Deutonura alduidensis Arbea 1987
- Deutonura anophthalma (Massoud & Thibaud, 1968)
- Deutonura arbeai Lucianez & Simon, 1996
- Deutonura atlantica Deharveng, 1981
- Deutonura balsainensis (Simón, 1978)
- Deutonura benzi Traser, Thibaud & Najt, 1993
- Deutonura betica (Deharveng, 1979)
- Deutonura binatuber (Lee, 1974)
- Deutonura caerulescens Deharveng, 1982
- Deutonura caprai Dallai, 1984
- Deutonura carinthiaca Deharveng, 1982
- Deutonura centralis (da Gama, 1964)
- Deutonura coiffaiti Deharveng, 1979
- Deutonura conjuncta (Stach, 1926)
- Deutonura czarnohorensis Deharveng, 1982
- Deutonura decolorata (da Gama & Gisin, 1964)
- Deutonura deficiens Deharveng, 1979
- Deutonura deharvengi Arbea & Jordana, 1991
- Deutonura dextra (Gisin, 1954)
- Deutonura ezomontana (Yosii, 1972)
- Deutonura fodinarum (Yosii, 1956)
- Deutonura frigida (Yosii, 1969)
- Deutonura gibbosa Porco, Bedos & Deharveng, 2010
- Deutonura gisini Deharveng, 1982
- Deutonura granatuberis (Lee, 1974)
- Deutonura gurreae Lucianez & Simon, 1996
- Deutonura ibicensis (Ellis, 1974)
- Deutonura igilica Dallai, 1984
- Deutonura ilvatica Dallai, 1984
- Deutonura inopinata Deharveng, 1979
- Deutonura insularis Deharveng, 1982
- Deutonura leei Deharveng & Weiner, 1984
- Deutonura luberonensis Deharveng, 1982
- Deutonura mirabilis Deharveng, 1987
- Deutonura monticola (Cassagnau, 1954)
- Deutonura oglasicola Dallai, 1984
- Deutonura phlegraea (Caroli, 1912)
- Deutonura picea (Yosii, 1969)
- Deutonura plena (Stach, 1951)
- Deutonura portucalensis (da Gama, 1964)
- Deutonura provincialis Deharveng, 1979
- Deutonura quinquesetosa Deharveng, 1982
- Deutonura selgae Deharveng, 1979
- Deutonura similis Deharveng, 1979
- Deutonura sinistra (Denis, 1935)
- Deutonura stachi (Gisin, 1952)
- Deutonura sylviae Dallai, 1984
- Deutonura urbionensis Deharveng, 1979
- Deutonura vallespirensis Deharveng, 1982
- Deutonura weinerae Deharveng, 1982
- Deutonura yoshiiana Deharveng & Weiner, 1984
- Deutonura zana Deharveng, Zoughailech, Hamra-Kroua & Porco, 2015

## Publication originale
- Cassagnau, 1979 : Les collemboles Neanuridae des pays dinaro-balkaniques: leur intérêt phylogénétique et biogéographique. Biologia Gallo-Hellenica, vol. 8, p. 185-203.